# Ça épate les filles
Ça épate les filles est le troisième tome de la série de bande-dessinée Titeuf écrit et dessiné par Zep. Il est sorti le 18 mai 1994.

## Liste des histoires
1. Chacun son matériel
2. Sale époque
3. Le bad tripe
4. Paul Verlaine le rigolo : Titeuf se moque des élèves qui récitent leur poésie devant la classe et se fait punir par la maîtresse.
5. Les Salopes
6. Le Ciné
7. Les Microbes
8. Sur la route
9. Sur la route 2
10. Manolo
11. Papa est un blaireau
12. La voie lactée
13. Le Calcul : Hugo veut se marier avec Claudia Schiffer quand il aura son âge, mais Titeuf lui dit que c’est impossible.
14. Mauvais Carnet
15. Magic Titeuf
16. Le Rendez vous
17. La Crise
18. Les Cowboys
19. Tcheu la honte
20. Papa
21. After-Shave
22. Le Gros enflé
23. La dernière goutte est toujours pour le pantalon
24. L'excursion en car
25. Cui-cui
26. Terreur sur la ville : Titeuf se réveille effrayé car il a vu un film d'horreur la veille.
27. Le Rival
28. Le souper chez madame Blondin : Au moment du souper, Titeuf a complimenter madame Blondin sur son plat beaucoup trop tôt que cela a dû la vexer et énerver ses parents que leurs invitation a été mal tourner par la naïveté de Titeuf qu'il n'a aucune idée que ça allait provoquer pour entretenir une mauvaise relation avec madame Blondin sur son plat.
29. Le truc génial
30. La Colo
31. La Colo 2
32. La Colo 3
33. La Colo 4
34. La Colo 5
35. La cousine Betty
36. La Mégahonte
37. Outlaw
38. Tout fout l'camp[2]
39. Le vélo du cousin Thierry
40. La visite à l'hôpital
41. Tonton caméscope
42. La malédiction des sandales à doigts de pieds apparents
43. La Science : Titeuf crache dans la rivière jusqu'à ce que Manu l'intervient, mais Hugo pisse et Titeuf tente d'y empêcher. Malheureusement, Hugo le tabasse et Titeuf ne veut plus dire à sa mère ce qu'il a fait dehors par la faute de Hugo.
44. Les Présidentielles : Nadia a fait son classement de garçons favoris et Titeuf est neuvième.
45. La Déco : Après avoir taché le mur du salon avec un Carambar par erreur, Titeuf tente le nettoyer, mais ça ne marche pas, alors il cache la tâche avec des fleurs en papier pour décorer le mur jusqu'à ce qui provoque la colère de Roger.
46. Le Bon plan : Anne-Mathilde ne retrouve plus son fils jusqu'à ce qu'elle téléphone à Manu pour dire que Titeuf est dans la rue pour expliquer sur la mauvaise note en math corrigé à tort par la maîtresse pour échapper à la colère abusive de ses parents.